# Friedrich Alfred Möller
Friedrich Alfred Gustav Jobst Møller (ur. 1860 w Berlinie, zm. 10 lutego 1921) – niemiecki botanik i mykolog.

## Życiorys
Był siostrzeńcem i biografem urodzonego w Niemczech przyrodnika i darwinisty Fritza Müllera, który zajmował się botaniką i entomologią w Santa Catarina w Brazylii. F.A. Möller pod koniec lat 80. XIX wieku wyjechał do Brazylii i lata 1890–1893 spędził u Müllera w Blumenau na południowo-wschodnim wybrzeżu. Tutaj przeprowadził pionierskie badania uprawy grzybów przez mrówki. Rezultatem były trzy tomy opisujące brazylijskie grzyby i pleśnie. Po powrocie do Niemiec kontynuował karierę naukową na stanowisku botanika leśnego w Instytucie Badań Leśnych w Eberswalde we wschodnich Niemczech. W 1908 roku został jego dyrektorem. W ciągu ostatnich sześciu lat swojego życia Möller opublikował także zbiór dzieł i biografii Fritza Müllera.
Opisał nowe taksony grzybów. W ich nazwach naukowych dodawany jest cytat taksonomiczny Möller.